# جامعة الهند الغربية
جامعة الهند الغربية (بالإنجليزية: University of the West Indies)‏ هي جامعة، تأسست في 1948، في جامايكا، وفي باربادوس، وفي ترينيداد وتوباغو، بلغ عدد طلابها 49092 في 2016.